# DECHEMA
Die Dechema Gesellschaft für Chemische Technik und Biotechnologie, kurz Dechema (Eigenschreibweise DECHEMA), ist ein gemeinnütziger eingetragener Verein mit Sitz in Frankfurt am Main. Aktuell gehören ihr mehr als 5.800 Naturwissenschaftler, Ingenieure, Unternehmen, Organisationen und Institute als Mitglieder an. Aufgabe der Dechema ist es, die Entwicklung chemischer Technologien und Verfahren zu begleiten und neue Erkenntnisse aus Forschung und Entwicklung für die Praxis aufzuarbeiten.

## Profil
1926 wurde die „Deutsche Gesellschaft für chemisches Apparatewesen“ gegründet. Ziel des Vereins ist es, den technischen Fortschritt der Chemischen Technik, der Biotechnologie, des Umweltschutzes und angrenzender Fachdisziplinen zu fördern und mitzugestalten; er ist dafür national, europäisch und international tätig. Der Verein versteht sich als Schnittstelle zwischen Wissenschaft, Wirtschaft, Staat und Öffentlichkeit. Zu seinen Aktivitäten gehört die Veranstaltung von Tagungen, Workshops, Kolloquien und Weiterbildungskursen sowie die Forschungsförderung im nationalen und europäischen Rahmen. Gemeinsam mit der 2012 gegründeten DECHEMA Ausstellungs-GmbH organisiert er die ACHEMA als Weltleitmesse der Prozessindustrien und die AchemAsia in China.

### Geschäftsstelle
Die DECHEMA hat ihre Geschäftsstelle im DECHEMA-Haus in Frankfurt am Main, Theodor-Heuss-Allee 25. Geschäftsführer ist seit 1. Juli 2021 Andreas Förster.

## Fachgebiete

### Fachgemeinschaft Biotechnologie

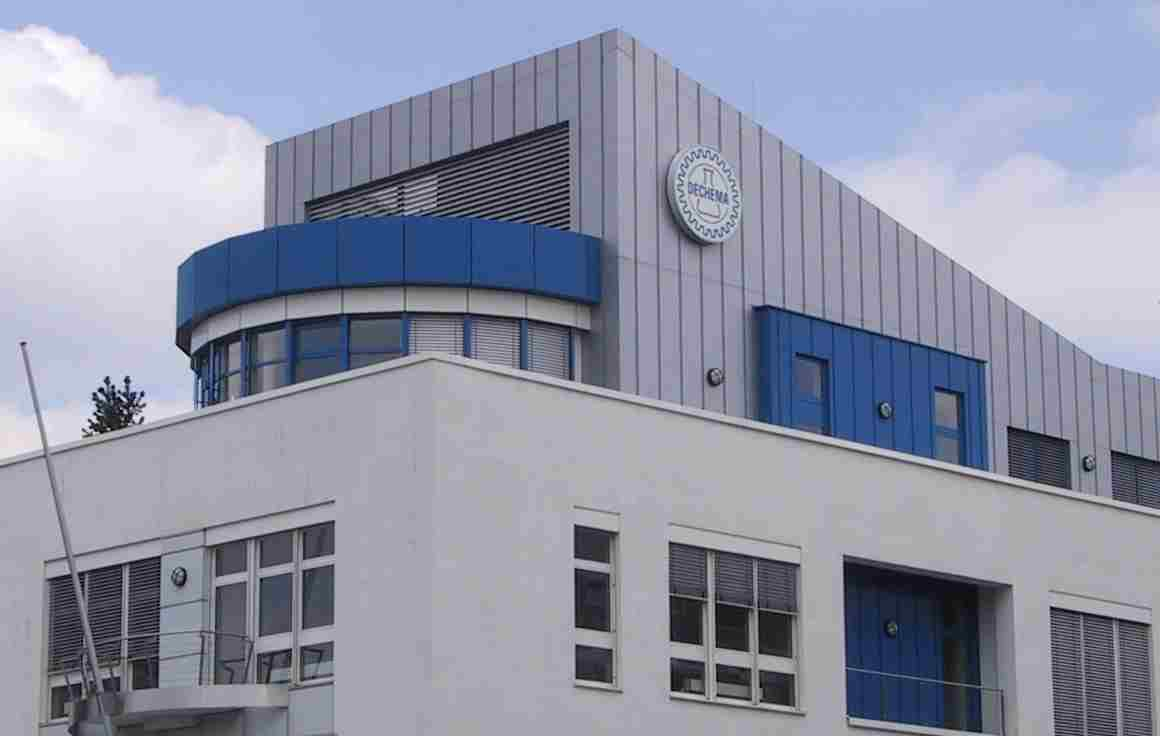
Dechema-Haus – Neubau

Die Fachgemeinschaft Biotechnologie widmet sich der Förderung von Wissenschaft und Technik auf allen Teilgebieten der Biotechnologie. Sie verfolgt folgende Aufgaben und Ziele:
- Förderung des Ansehens der Biotechnologie in der Öffentlichkeit durch Erarbeitung und Veröffentlichung von Positionen und Stellungnahmen auf der Basis wissenschaftlicher Erkenntnisse[4]
- Erstellung fachspezifischer Positionspapiere mit dem Ziel der Gestaltung nationaler und europäischer Forschungsförderungsprogramme
- Innovationsförderung und Technologietransfer mit dem Ziel der Entwicklung und der Realisierung industriell nutzbarer biotechnologischer Produkte, Prozesse und Dienstleistungen
- Durchführung öffentlicher Veranstaltungen
- Etablierung einer Plattform zur Information der Fachgemeinschaftsmitglieder
- Förderung des wissenschaftlichen Nachwuchses.

Die Fachgemeinschaft Biotechnologie ist Mitglied im Verband Biologie, Biowissenschaften und Biomedizin in Deutschland.
Fachgruppen in der Fachgemeinschaft Biotechnologie:
- Algenbiotechnologie
- Bioinformatik (Gemeinsame Gruppe von Dechema, GBM, GI, GDCh und GMDS)
- Industrielle Nutzung Nachwachsender Rohstoffe (Gemeinsame Gruppe von Dechema und ProcessNet)
- Lebensmittelbiotechnologie
- Medizinische Biotechnologie
- Messen und Regeln in der Biotechnologie
- Mikrobielle Materialzerstörung und Materialschutz
- Niedermolekulare Naturstoffe mit biologischer Aktivität
- Single-Use-Technologien in der biopharmazeutischen Produktion
- Systembiologie und Synthetische Biologie
- Zellkulturtechnologie
- Bioprozesstechnik (Gemeinsame Gruppe von Dechema und GVC)
- Biotransformationen (Gemeinsame Gruppe von Dechema und VAAM)
- Chemische Biologie (Gemeinsame Gruppe von Dechema, DPhG, GBM und GDCh)

Temporäre Arbeitskreise:
- Pharmaverfahrenstechnik (Gemeinsame Gruppe mit ProcessNet)
- 100% Digital (Gemeinsame Gruppe mit ProcessNet)
- Elektrobiotechnologie

Vorstandskommission:
- Ausbildung in der Biotechnologie

Zukunftsforum Biotechnologie
Das Zukunftsforum Biotechnologie wurde 2002 gegründet. Seine Mitglieder sind etwa 20 jüngere Wissenschaftler aus Akademia und Industrie, die ein breites fachliches Spektrum abdecken.
Zur Dechema gehört ferner die 1996 gegründete Vereinigung deutscher Biotechnologie-Unternehmen (VBU) mit aktuell ca. 160 Mitgliedsfirmen. Sie widmet sich der Förderung von Wissenschaft und Technologie und der Umsetzung von Forschungsergebnissen in Innovationen und kooperiert mit anderen nationalen und internationalen Organisationen in den Bereichen Biotechnologie, Pharma und Wissens- und Technologietransfer.

### ProcessNet
ProcessNet ist eine Plattform für chemische Verfahrenstechnik, chemische Technik und Chemieingenieurwesen. Hier werden wissenschaftliche Fragestellungen ebenso wie neue technische Anwendungen von Fachleuten aus Wissenschaft, Forschung und Industrie diskutiert und weiterentwickelt.
Die Initiative wurde im Jahr 2007 von DECHEMA und der VDI-Fachgesellschaft Verfahrenstechnik und Chemieingenieurwesen (VDI-GVC) gegründet. Träger sind DECHEMA und der Verein Deutscher Ingenieure. Die fachliche Arbeit erfolgt in Fachgemeinschaften. Hier sind alle Aktivitäten der Ausschüsse, Fachgruppen und Arbeitskreise beider Institutionen zusammengeführt, um Probleme an den Schnittstellen verschiedener Fachgebiete zu lösen.
Acht Fachgemeinschaften haben sich etabliert:
- Chemische Reaktionstechnik[6]
- Fluiddynamik und Trenntechnik[7]
- Partikeltechnik und Produktdesign[8]
- Prozess-, Apparate- und Anlagentechnik[9]
- Anlagen- und Prozesssicherheit (bis Feb. 2012 Sicherheitstechnik)[10]
- Sustainable Production, Energy and Resources (SuPER)[11]
- Werkstoffe, Konstruktion, Lebensdauer[12]
- Bildung und Innovation[13]

Die beiden Trägergesellschaften steuern zusätzliche Kompetenzen bei. Bei der DECHEMA sind es neben der organisatorischen Infrastruktur und ihren Aktivitäten in der Forschungsförderung die Biotechnologieaktivitäten, beim VDI sind es vor allem auch die 17 VDI-Fachgesellschaften, die in anderen Branchen zu Hause sind und Partner für die Chemie darstellen.
Die Mitwirkung in ProcessNet steht allen Mitgliedern der DECHEMA und VDI-GVC offen.
In die Fachgemeinschaften von ProcessNet sind die Gremien der DECHEMA und die Fachausschüsse der VDI-GVC integriert.

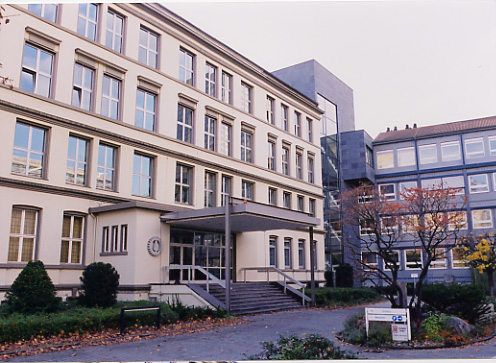
Dechema-Haus in Frankfurt

### Deutsche Gesellschaft für Katalyse
Die Deutsche Gesellschaft für Katalyse (German Catalysis Society GeCatS) ist die zentrale Interessenvertretung der deutschen Katalyse und eine Informationsplattform für die Katalyseforschung und -anwendung. Die Aktivitäten der Trägergesellschaften Dechema, VDI-GVC sowie der Gesellschaft Deutscher Chemiker, DBG  und der Deutschen Wissenschaftlichen Gesellschaft für Erdöl, Erdgas und Kohle (DGMK) im Bereich Katalyse wurden damit zusammengeführt. Die Gesellschaft deckt die gesamte Bandbreite von der Oberflächenkatalyse bis zur Biokatalyse ab und umfasst alle Entwicklungsschritte von der Grundlagenforschung bis zur Verfahrensentwicklung. Die Mitgliedschaft in der Deutschen Gesellschaft für Katalyse steht jedem Mitglied der fünf Trägergesellschaften ohne zusätzlichen Beitrag offen. Derzeit umfasst die Gesellschaft über 1.000 Mitglieder.
Die Gesellschaft hat am 8. September 2008 ihre Arbeit aufgenommen und führt auch die Aktivitäten des Kompetenznetzwerks Katalyse ConNeCat weiter.

## Achema und AchemAsia
Der Internationale Ausstellungskongress für Chemische Technik, Umweltschutz und Biotechnologie Achema findet im Dreijahresrhythmus in Frankfurt am Main statt. 2018 nahmen ca. 3.700 Aussteller und 145.000 Besucher an der internationalen Veranstaltung für Ausrüster der chemischen Industrie und Branchen der stoffumwandelnden Industrie teil. Der Themenbogen reicht vom chemischen Anlagen- und Apparatebau und Prozessautomatisierung über Mikroverfahrenstechnik, die Labor- und Analysentechnik oder Katalyse und Oberflächenverfahren, Membranverfahren und Sicherheitstechnik bis hin zur Wassertechnologie, Nanotechnologie und erneuerbaren Energieträgern. Bis 2009 wurde in der ACHEMA-Sonderschau regelmäßig ein Innovationsfeld innerhalb der Achema-Themenpalette besonders hervorgehoben; seit 2009 werden Schwerpunktthemen besonders beleuchtet, die in der Regel mehrere Ausstellungsgruppen überspannen. Der Kongress mit über 800 Vorträgen beschäftigt sich mit Themen der chemischen Verfahrenstechnik und der Biotechnologie, die an der Schwelle zur Umsetzung in die Praxis stehen oder Fragestellungen aus der Praxis aufgreifen. Ausstellung und Kongress greifen thematisch eng ineinander.

Um der Schnelllebigkeit und der Wachstumsstärke der Märkte außerhalb Europas, insbesondere Asiens, Rechnung zu tragen, richtet die Dechema seit 1989 die ebenfalls im Dreijahresturnus veranstaltete AchemAsia aus, die inzwischen die führende Veranstaltung für die Prozessindustrie in Südostasien geworden ist. 2019 findet die AchemAsia erstmals in Shanghai statt.

## Forschungsförderung
Zur Förderung der Forschung auf den Gebieten Chemische Technik, Biotechnologie und Umwelttechnik setzt die Dechema sowohl eigene als auch externe Fördermittel ein.
Der Verein fördert Projekte der industriellen Gemeinschaftsforschung (aus Mitteln des BMWi über die Arbeitsgemeinschaft industrieller Forschungsvereinigungen (AiF)), verwaltet ehrenamtlich die Max-Buchner-Forschungsstiftung, über die Stipendien beantragt werden können, und vergibt Preise, mit denen herausragende Leistungen in Forschung und Studium gewürdigt werden. Die Dechema analysiert aktuelle Entwicklungen und macht auf diese mit Studien und Positionspapieren aufmerksam; sie koordiniert Netzwerke und große Projekte (Forschungs- und Projektkoordination). Wichtige Basis für alle diese Aktivitäten stellen die Gremien dar. Die Dechema arbeitet eng mit nationalen Förderorganisationen (DFG, BMBF, VW-Stiftung, DBU, Fachagentur Nachwachsende Rohstoffe (FNR)) und der Europäischen Kommission zusammen.

## Preise
Die Dechema bzw. ProcessNet vergeben unter anderem die DECHEMA-Medaille, den DECHEMA-Preis, den Alwin-Mittasch-Preis, die Willy-Hager-Medaille (Wasseraufbereitung, Abwasserchemie), die Hellmuth-Fischer-Medaille für Elektrochemie/Korrosionsforschung, die Emil Kirschbaum-Medaille für thermische Verfahrenstechnik, die Otto-Roelen-Medaille für Katalyseforschung, den Willi Keim-Preis für Advanced Fluids und den Hanns Hofmann-Preis (Nachwuchspreis Chemische Reaktionstechnik).

## Stiftung DECHEMA-Forschungsinstitut (DFI)
Die Stiftung DECHEMA-Forschungsinstitut wurde am 1. März 2012 von einer Gruppe industrieller und privater Stifter ins Leben gerufen. In ihr ging das seit 1961 bestehende Karl-Winnacker-Institut der Dechema auf.

## Datenbanken und Publikationen
Die Dechema publiziert und vertreibt elektronische Informationssysteme, Datenbanken, Publikationen sowie einige spezielle Software-Tools.

### Datenbanken
- Detherm (DETHERM) ist eine elektronische Datenbank für thermodynamische und thermophysikalische Daten von Reinstoffen und Stoffgemischen. Sie enthält u. a. Informationen über
  - Phasengleichgewichte
  - das PVT-Verhalten
  - Thermodynamische Eigenschaften
  - Transporteigenschaften
  - Grenzflächeneigenschaften
  - Elektrolytdaten.

Wesentliche Teile von Detherm stammen aus der Dortmunder Datenbank, jedoch sind auch andere Datenquellen eingeflossen, u. a. (Elektrolytdatenbank Regensburg), Infotherm (von FIZ Chemie), C-DATA (Institut für Chemietechnik, Prag, Tschechische Republik) und Basisdatenbank Böhlen (ehemals DDR). Detherm wird von der Dechema über einen Internetservice und als installierbare Datenbank vertrieben. Da die Dechema gemeinnützig ist, werden die Einnahmen vollständig reinvestiert.
- DIPPR 801: Beim „Design Institute for Physical Properties“ (DIPPR) handelt es sich um eine Technical Society des American Institute of Chemical Engineers (AIChE). DIPPR ist eine der weltweit besten und bekanntesten Quellen für kritisch evaluierte, thermodynamische Stoffdaten. DIPPR 801 ist die von DIPPR erstellte Reinstoff-Datenbank. Die Datenbank enthält 33 thermodynamische Konstanten und 15 temperaturabhängige Eigenschaften (in Form von Gleichungsparametern) für derzeit 1891 industriell relevante Substanzen (Stand 05/2007).
- Chemsafe: Bis 2016 wurde die Datenbank Chemsafe durch die Dechema betrieben. Chemsafe enthält bewertete sicherheitstechnische Kenngrößen brennbarer Gase, Flüssigkeiten und Stäube für den Brand- und Explosionsschutz. Seit 2016 sind Verantwortung und Hosting an die PTB und die BAM zurückgeführt. Die Dechema vertreibt nur noch eine Inhouse-Version für Großunternehmen.
- CEABA-VtB ist eine Literaturdatenbank für die Chemische Technik und Biotechnologie von 1966 bis 2010. Derzeit sind rund 700.000 Referate enthalten.
- NANOapplied bietet Nanotechnologie-Abstracts für Chemieingenieure und Prozesstechniker.
- EREIGNIS erfasst Beschreibungen nichtmeldepflichtiger, sicherheitsrelevanter Ereignisse.
- Dechema Data Preparation Package: Visualisierung und Regression thermodynamischer Modelle und Stoffdaten
- IK-CAPE Thermodynamik Paket: Berechnung thermodynamischer Stoffdaten und Zustandsgrößen

### Publikationen
- Chemsafe-Werkstoff-Tabelle / Corrosion Handbook: Aussagen zur chemischen Beständigkeit und Empfehlungen zur Werkstoffauswahl in angreifenden Medien (auch als CD verfügbar)
- Chemistry Data Series (CDS): CDS ist eine Buchreihe, in der Datentabellen für thermodynamische und thermophysikalische Eigenschaften für Reinstoffe und Stoffgemische veröffentlicht werden. Die Liste der Eigenschaften umfasst
  - Phasengleichgewichte (etwa Dampf-Flüssig-, Flüssig-Flüssig-, Fest-Flüssig-Gleichgewichte),
  - Mischungsenthalpien,
  - kritische Daten,
  - Grenzaktivitätskoeffizienten,
  - Daten über Mischungen mit Salzen und Polymeren.

Inhaltlich sind die CDS-Bände zumeist Auszüge aus der DETHERM-Datenbank.
- Referateorgan CEABA®-VtB
- Chemsafe-Tagungsbände

## Dechemax-Schülerwettbewerb
Der Dechemax-Schülerwettbewerb für die Klassenstufen 7 bis 13 will das Interesse von Schülern an den Naturwissenschaften fördern. Seit 2000 findet er jährlich statt. 2022/23 nahmen über 10.000 Schüler aus bundesweit ca. 600 Schulen teil. Auch im Rahmen der Achema finden Veranstaltungen für Schüler statt. Der Wettbewerb findet in Teams von 3–5 Schülern statt und gliedert sich in zwei Runden. Die 1. Runde startet im Herbst, in der die Teilnehmer in Heimarbeit wöchentliche Fragebögen zum Thema des Wettbewerbs beantworten müssen. Die erfolgreichsten Teams gelangen in die 2. Runde, in der sie verschiedene Experimente durchführen und ein wissenschaftliches Dokument dazu erstellen. Die drei besten Teams aus allen eingereichten Beiträgen der 2. Runde werden zur Siegerehrung eingeladen, die im Rahmen einer Fachveranstaltung stattfindet. Im Jahr 2019 gewannen zum ersten Mal zwei Teams derselben Schule, dem Gymnasium Essen-Werden. In den Jahren 2023 und 2024 gelang Team AVENEER von der Edith-Stein-Schule eine Titelverteidigung, mit unterschiedlichen Themen, in verschiedenen Klassenstufen.